# Paal (Einheit)
Paal war ein Längenmaß in Batavia (heute Jakarta), dem ehemaligen Niederländisch-Indien (heute Indonesien), und wurde als Wegemaß genutzt. Es war auch Grundlage für das gleichnamige Flächenmaß.
- Java: 1 Paal = 4800 Voet = 1506,9432  Meter
  - Java:1 Quadrat-Paal = 320 Bouw[1] = 2,270878 Quadratkilometer = 22708,8 Hektar
- Sumatra: 1 Paal = 1883,682 Meter
  - Sumatra: 1 Quadrat-Paal = 3,54620 Quadratkilometer
  - Sumatra: 59,09 Paal = 1 Äquatorgrad